# 手塚山中学校
もしかして
- 帝塚山中学校

ではありませんか？